# Africa Speaks
Africa Speaks es un álbum de estudio de la banda de rock estadounidense Santana, publicado el 7 de junio de 2019 por el sello Concord Records.
El álbum fue producido durante una sesión de grabación de diez días con Rick Rubin en los estudios Shangri-La en Malibú, California, durante la cual fueron grabadas 49 canciones. Rubin y Carlos Santana usaron una banda de ocho músicos (con la esposa de Santana, Cindy Blackman, en la batería).
La primera canción del álbum, "Los Invisibles", fue publicada el 18 de marzo de 2019. En enero del mismo año, Santana publicó el EP In Search of Mona Lisa, que sirvió como preámbulo para el próximo álbum de estudio.

## Generalidades
Africa Speaks está inspirado en la música del continente africano, y ha sido denominado "una fusión única de de rock, música latina, música africana y jazz". La mayoría de las canciones del disco fueron grabadas en una sola toma. El álbum cuenta con la colaboración de la cantante española Buika.
En enero de 2019, Carlos Santana habló con Rolling Stone sobre su nueva música, relatando una conversación suya con Rubin: "'Se que has trabajado con artistas desde Johnny Cash hasta the Chili Peppers y Metallica. Entonces Rick me dijo: Bien, ¿qué es lo que quieres hacer? Le dije: Simplemente quiero hacer música africana. ¿Puedes creerlo? Grabamos 49 canciones en 10 días. Fue muy amable, porque fue como un huracán grabar seis o siete canciones en un día. Rick dijo: Con Clive Davis, tenías un montón de estrellas y cantantes invitados. Dije: Sólo quiero a dos mujeres, Laura Mvula y Buika. Entonces nos pusimos en contacto con ellas y aceptaron".

## Lista de canciones
| N.º | Título                   | Duración |  |
| 1.  | «Africa Speaks»          | 4:47     |  |
| 2.  | «Batonga»                | 5:43     |  |
| 3.  | «Oye Este Mi Canto»      | 5:58     |  |
| 4.  | «Yo Me Lo Merezco»       | 6:12     |  |
| 5.  | «Blue Skies»             | 9:08     |  |
| 6.  | «Paraísos Quemados»      | 5:59     |  |
| 7.  | «Breaking Down the Door» | 4:30     |  |
| 8.  | «Los Invisibles»         | 5:54     |  |
| 9.  | «Luna Hechicera»         | 4:47     |  |
| 10. | «Bambele»                | 5:51     |  |
| 11. | «Candombe Cumbele»       | 5:36     |  |

Bonus tracks
| N.º | Título                       | Duración |  |
| 12. | «"Mientras Tanto"»           | 5:57     |  |
| 13. | «"Dios Bendiga Tu Interior"» | 5:19     |  |

## Gira
Santana hará parte de los festivales Woodstock 50 y Bethel Woods. Entre abril y noviembre de 2019 estará promocionando Africa Speaks en una gira mundial.

## Créditos
- Carlos Santana – guitarra, voz, producción
- Buika – voz
- Laura Mvula – voz
- Cindy Blackman Santana – batería